# 6456 Golombek
6456 Golombek (1992 OM) là một tiểu hành tinh Amor được phát hiện ngày 27 tháng 7 năm 1992 bởi Eleanor F. Helin, K. Lawrence ở Palomar. For the chess player and author, see Harry Golombek.